# Fredrik Brosché
Fredrik Vilhelm Brosché, född 14 juli 1945 i Uppsala, är en svensk teolog, psykoterapeut och präst.

## Biografi
Brosché studerade vid Uppsala universitet och avlade 1968 teologie kandidatexamen och prästvigdes 1969. Han har bland annat varit verksam som studentpräst i Uppsala och var 1971–1976 föreståndare för Sankt Ansgars kyrka i Uppsala. Han var därefter församlingspräst i Göteborg.
År 1978 disputerade Brosché i systematisk teologi för teologie doktorsexamen vid Uppsala universitet på en avhandling om Luthers predestinationslära. År 1979 blev han docent i idéhistoria vid samma universitet. År 1985 blev han personalsjälavårdare vid Göteborgs stift, och därefter föreståndare vid Kyrkans själavårdscentrum i Göteborg.
Sedan 1990-talet har han varit lärare vid Församlingsfakulteten i Göteborg. Han har även publicerat flera texter i Svensk pastoraltidskrift.